# Nissan Cherry
Nissan Cherry je automobil nižší střední třídy, který pro Evropu od roku 1982 vyráběla japonská automobilka Nissan.

## Cherry N12
Vyráběl se do roku 1986. Nabízel se jako tří, nebo pětidveřový hatchback. V USA se Cherry prodával i jako čtyřdveřový sedan pod názvem Sentra, na jiných trzích i jako Langley, nebo Pulsar.

### Zážehové motory
- 1,3 - 44 kW (1982 - 1986) E13S
- 1,5 - 55 kW (1982 - 1986) E15S

### Vznětové motory
- 1,7D - 40 kW (1982 - 1986) CD17